# Перемога (Новоград-Волынский район)
Перемо́га (укр. Перемога) — село на Украине, находится в Новоград-Волынском районе Житомирской области.
Население по переписи 2001 года составляет 177 человек. Почтовый индекс — 11744. Телефонный код — 4141. Занимает площадь 0,542 км².

## Адрес местного совета
11744, Житомирская область, Новоград-Волынский р-н, с. Новая Романовка, ул. Советов, 21, тел. 67-623